# Klaus Ebner

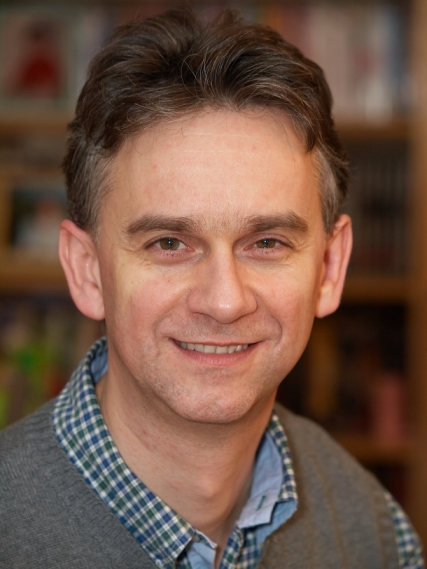
Klaus Ebner (2008)

Klaus Ebner (Wenen, 8 augustus 1964) is een Oostenrijks schrijver van proza, poëzie en essays. Ook vertaalt hij Franse en Catalaanse werken in het Duits. In de jaren 80 schreef hij boeken over software en literaire teksten in
tijdschriften. Zijn eerste bundel korte verhalen werd gepubliceerd in 2007. De auteur schrijft poëzie in het Duits en Catalaans.

## Leven
Klaus Ebner studeerde Romaanse en Duitse filologie en vertaling. Hij begon onmiddellijk na zijn schooltijd korte verhalen, poëzie en hoorspelen te schrijven. In de jaren 90 schreef hij hoofdzakelijk artikelen en boeken over software en computernetwerken. Het eerste van deze boeken, over de tekstverwerker WordPerfect, werd vertaald in het Nederlands. Daarnaast werkte hij voor een Weens literair tijdschrift.
Na het jaar 2004 publiceerde hij vaker. Vandaag is Klaus Ebner een auteur van verhalende fictie (roman, novelle, korte verhalen), essays en gedichten. Gesteund door een subsidie voor literatuur van de Oostenrijkse overheid, ging hij in 2007 naar Andorra en schreef een essay over het land in de Pyreneeën.
Zijn werk weerspiegelt het bewustzijn van multiculturele maatschappijen, de saamhorigheid van verschillende mentaliteiten, talen, volkeren en godsdiensten. De tolerantie speelt een belangrijke rol. In 2008 kreeg Klaus Ebner de Wiener Werkstattpreis. De winnende novelle Der Flügel Last (De last van vleugels) beschrijft een zevenjarig meisje dat aan kanker lijdt. De verhalende stijl roept het perspectief van het kind op. Het winnende essay Was blieb vom Weißen Ritter? geeft inzicht in de middeleeuwse roman Tirant lo Blanch van de uit Valencia afkomstige auteur Joanot Martorell. De schrijver vermengde zijn eigen lezerservaring met filologische en historische informatie.
Hij woont en werkt in Wenen en is lid van de Oostenrijkse schrijversorganisaties Grazer Autorenversammlung en Österreichischer Schriftstellerverband.

## Werk
- 2009: Vermells (poëzie, ISBN 978-84-92555-10-9)
- 2007: Lose (korte verhalen, ISBN 978-3-85251-197-9)
- 2008: Auf der Kippe (proza, ISBN 978-3-902547-67-5)
- 2008: Hominide (verhal, ISBN 978-3-9502299-7-4)

## Ander werk (selectie)
- 1986: Träume (proza, in: Junge Literatur aus Österreich 85/86, ISBN 3-215-06096-5)
- 1994: Heimfahrt (kort verhaal, in: Ohnmacht Kind, ISBN 3-7004-0660-6)
- 1997: Island (gedicht, in: Vom Wort zum Buch, ISBN 3-85273-056-2)
- 2000: Abflug (kort verhaal, in: Gedanken-Brücken, ISBN 3-85273-102-X)
- 2005: El perquè de tot plegat (gedicht, in: La Catalana de Lletres 2004, ISBN 84-9791-098-2)
- 2005: Das Begräbnis (kort verhaal, in: Kaleidoskop, ISBN 3-902498-01-3)
- 2006: Weinprobe (kort verhaal, in: Das Mädchen aus dem Wald, ISBN 3-938882-14-X)
- 2007: Die Stadt und das Meer (essay, in: Reisenotizen, ISBN 978-3-9502299-4-3)
- 2007: Routiniert (kort verhaal, in: Sexlibris, ISBN 978-3-9808278-1-2)

## Prijzen
- 1982: Erster Österreichischer Jugendpreis voor Das Brandmal
- 1984: Hoorspelprijs van de literair tijdschrift Texte (3.)
- 1988: Erster Österreichischer Jugendpreis voor Nils
- 2004: La Catalana de Lletres 2004, in de bloemlezing van de poëzieprijs (Barcelona)
- 2005: Feldkircher Lyrikpreis (4.), poëzieprijs
- 2007: Menzione, Premio Internazionale di Poesia (Reggio Calabria), poëzieprijs
- 2007: Reisstipendium voor literatuur van Oostenrijk
- 2007: Wiener Werkstattpreis
- 2008: Arbeidsstipendium van de Oostenrijkse regering